# Francis Picabia
Francis Picabia (Parigi, 22 gennaio 1879 – Parigi, 30 novembre 1953) è stato un pittore e scrittore francese.

## Biografia
Nacque a Parigi, da madre francese e padre spagnolo cancelliere all'ambasciata cubana di Parigi. Ebbe un'infanzia agiata, nonostante fosse emotivamente turbato. Studiò all'École nationale supérieure des beaux-arts. All'inizio della sua carriera, dal 1908 al 1913 fu fortemente influenzato prima dalla Scuola di Barbizon e da Alfred Sisley e Camille Pissarro, poi dall'impressionismo, dal cubismo (specialmente della Section d'Or) e infine dall'astrattismo. Intorno al 1911 entrò a far parte del Gruppo Puteaux che incontrò nello studio di Jacques Villon nel paesino di Puteaux. Divenne quindi amico dell'artista Marcel Duchamp. Alcuni membri del gruppo erano Apollinaire, Albert Gleizes, Roger de La Fresnaye, Fernand Léger e Jean Metzinger.
Dal 1913 al 1915 Picabia fu spesso a New York e prese parte attiva nei movimenti avanguardisti, introducendo l'arte moderna (intesa come modernità e modernismo) negli Stati Uniti. Questi anni possono essere identificati come il periodo proto-dada, che consta maggiormente dei cosiddetti ritratti meccanici (portraits méchaniques): queste opere proponevano ironicamente temi meccanicistici di casuali grovigli di parti metalliche, dipinti e disegni di macchine. Tutti questi meccanismi da una parte irridevano il culto della macchina, dall'altra alludevano a rapporti sessuali. In seguito, nel 1916, pubblicò a Barcellona la prima copia del periodico dadaista 391, nel quale pubblicò i suoi primi disegni meccanici. Continuò la pubblicazione con l'aiuto dell'amico Duchamp negli Stati Uniti.
Picabia proseguì il proprio coinvolgimento nel movimento dadaista durante il 1919 a Zurigo e a Parigi, prima di rompere il legame con i dada e sviluppare un interesse per il surrealismo nel 1921. Nel 1924 firmò la sceneggiatura, composta solo di due pagine, del film Entr'acte, di René Clair. Nel 1925 cambiò di nuovo stile per ritornare all'arte figurativa. Durante gli anni trenta divenne molto amico di Gertrude Stein. Nei primi anni quaranta si trasferì nel sud della Francia dove il suo processo artistico prese una svolta inaspettata: produsse una serie di dipinti basati sul nudo e sul glamour delle riviste femminili francesi, con uno stile sfarzoso che sembrava sovvertire i classici nudi femminili. Prima della fine della Seconda guerra mondiale fece ritorno a Parigi dove riprese l'astrattismo e la poesia.
Morì a Parigi, nella stessa casa in cui era nato, il 30 novembre 1953. Il suo corpo è sepolto nel cimitero di Montparnasse.

## Opere
Segue la lista delle più importanti opere di Picabia, sia in ambito pittorico che letterario. Tutte sono riportate col titolo originale.

### Dipinti
- Paysage (1898. Olio su tela. 34 × 23 cm. Collezione privata.)
- Espagnole (1902. Olio su tela. 65 × 54 cm. Collezione privata.)
- F. Picabia by F. Picabia (1903. Matita su carta. 25 × 20 cm. Collezione privata.)
- Rivière (1905. Olio su tela. 27 × 19 cm. Collezione privata.)
- Bords de l'eau à Poissy (circa 1906-07. Olio su tela. 73 × 92 cm. Collezione privata.)
- Jeune fille (1912. Olio su tela. 100 × 81 cm. Collezione privata.)
- Dances à la source (1912. Olio su tela. 252 × 249 cm. New York. Museum of Modern Art)
- Danseuse étoile sur un transatlantique (1913. Acquerello su carta. 75 × 55 cm. Collezione privata.)
- La ville de New York aperçue à travers le corps. (1913. Guazzo, acquerello, matita ed inchiostro cinese su carta. 55 × 74.5 cm. Collezione privata.)
- Parade Amoureuse (1917. Olio su cartone. 95 × 72 cm. Collezione privata.)
- Abstrait Lausanne (circa 1918. Olio su cartone. 75 × 49 cm. Galerie Piltzer.)
- Balance (circa 1919 Olio su cartone. 60 × 44 cm. Collezione privata.)
- Guillaume Apollinaire in 1913 (circa 1920-30. Matita su carta. 30 × 20 cm. Collezione privata.
- Broderie (1922. Tempera su cartone. 68 × 58 cm. Collezione privata.)
- Junelle (circa 1921-22. Acquerello su carta. 74 × 60 cm. Collezione privata.)
- L'aile (circa 1922. Inchiostro, matita e acquerello su carta. 62.5 × 47.5 cm. Collezione privata.)
- Autoritratto (circa 1923. Inchiostro su carta. 25 × 21 cm. Collezione privata.)
- Lever de soleil (1924. Inchiostro cinese su carta. 31 × 24 cm. Galerie Piltzer.)
- Idylle (1924-27. Guazzo su carta. 75 × 105 cm. Collezione privata.)
- Cyclope (circa 1924-26. Olio su cartone. 103 × 74 cm. Collezione privata.)
- Le femme au chien (1924-26. Olio su cartone. 68.5 × 94 cm. Galerie Piltzer.)
- Les seins (circa 1924-27. Olio su cartone. 99 × 75.5 cm. Collezione privata.)
- Carnaval (circa 1924-27. Ripolin su tela. 105 × 74 cm. Collezione privata.)
- Les acrobates (Gymnastique banale) (1925. Olio su pannello. 104 × 75 cm. Collezione privata.)
- La femme de l'amour (circa 1927-28. Acquarello, matita e carboncino su carta. 105 × 75 cm. Galerie Piltzer.)
- Corrida Transparence (circa 1927-30. Guazzo su carta. 50 × 65 cm. Collezione privata.)
- Barcelone (circa 1927-28. Guazzo su carta. 87 × 75.5 cm. Collezione privata.)
- Senza titolo (circa 1928-29. Acquarello su carta. 39 × 28 cm. Collezione privata.)
- Villica-caja (1929. Olio su tela. 151 × 180 cm. Collezione privata.)
- Hera (circa 1929. Olio su cartone. 105 × 75 cm. Collezione privata.)
- Ridens (circa 1929. Guazzo e acquarello su cartone. 104 × 74 cm. Collezione privata.)
- Lodola (1930-1931. Olio su tela. 196 × 130 cm. Collezione privata.)
- Adam et Ève circa (1931. Olio su tela. 200 × 110 cm. Collezione privata.)
- Mélibée (circa 1931. Olio su tela. 215 × 130 cm. Collezione privata.)
- Ève (1934. Olio su tela. 41 × 33 cm. Collezione privata.)
- Vierge à l'enfant (circa 1933-35. Olio su tela. 160 × 130 cm. Collezione privata.)
- Les lavandières (circa 1935. Olio su tela. 92 × 73 cm. Collezione privata.)
- Portrait of Woman (circa 1935. Olio su tela. 73 × 60.5 cm. Collezione privata.)
- Visage de femme (1936. Olio su cartone. 61 × 37 cm. Collezione privata.
- Cocolo (circa 1936-38. Olio su tela. 92 × 73 cm. Collezione privata.)
- Paysage provençal (circa 1937-38. Olio su pannello. 51 × 40 cm. Collezione privata.)
- Natura Morta (1937-38. Olio su cartone. 106.5 × 76 cm. Collezione privata.)
- Composition abstraite (1937. Olio e guazzo su carta. 29 × 39 cm. Collezione privata.)
- Viareggio (1938. Olio su cartone. 97.5 × 73.5 cm. Collezione privata.)
- Autoritratto (circa 1940. Olio su cartone. 58 × 48 cm. Collezione privata.)
- Nu de dos. Fond mer. (1940. Olio su legno. 75 × 53 cm. Collezione privata.)
- Montparnasse (1940-41. Olio su cartone. 105.5 × 76.5 cm. Collezione privata.)
- Deux Nus circa (1941. Olio su cartone. 106 × 75.5 cm. Collezione privata.)
- Jeune fille aux fleurs (circa 1941-1942. Olio su cartone. 100 × 76 cm. Collezione privata.)
- Les calanques (1942-44. Olio su legno. 105 × 75 cm. Collezione privata.)
- Nu de dos (1942-44. Olio su legno. 105 × 75 cm. Collezione privata.)
- Nude (1942. Olio su cartone. 105 × 76 cm. Collezione privata.)
- La danseuse de french-cancan (circa 1942-43. Olio su legno. 105.4 × 76.5 cm. Collezione privata.)
- Deux femmes aux pavots (1942-44. Olio su cartone. 105 × 75 cm. Collezione privata.)
- L'élègante (circa 1942-43. Olio su cartone. 106 × 77 cm. Collezione privata.)
- En faveur de la critique (1945. Olio su tela. 103 × 75 cm. Collezione privata.)
- Suzanne (circa 1945. Olio su cartone. 92 × 73 cm. Collezione privata.)
- Composition abstraite (1945-59. Olio su tela. 55 × 46 cm. Collezione privata.)
- Autoritratto (1946. Matita su carta. 21 × 16.5 cm. Collezione privata.)
- Bonheur de l'aveuglement (1947. Olio su legno. 151.5 × 96 cm. Collezione privata.)
- Le brave (1947. Olio su cartone. 100 × 81 cm. Collezione privata.)
- Coloque (1949. Olio su cartone. 96 × 129.5 cm. Collezione privata.)
- L'encerclement (1950. Olio su pannello. 25.5 × 34.5 cm. Collezione privata.)
- Petit soleil (1950. Olio su tela su cartone. 65 × 54 cm. Collezione privata.)
- Mardi (1951. Olio su tela. 38 × 46 cm. Collezione privata.)
- Jeudi (1951. Olio su tela. 46 × 38 cm. Collezione privata.)
- Tableau vivant 1951. Olio su cartone. 105 × 74 cm. Collezione privata.)

### Scritti
Dove è possibile sono inseriti l'editore, data e il luogo di pubblicazione.
- Cinquante deux miroirs (1914-1917. Barcellona, ottobre 1917.)
- Poème et dessins de la fille née sans mère (Losanna 1918.)
- L'Ilot de beau-Séjour dans le canton de Nudité (Losanna, 23 giugno 1918.)
- L'athlète des pompes funèbres (Bégnins, 24 novembre 1918.)
- Râtelier Platoniques (Los santos)
- Poésie Ron-ron (Losanna, 24 febbraio 1919.)
- Pensées sans langage (Parigi: Eugène Figuière, 1919.)
- Unique Eunuque (Parigi: Au sans pareil, 1920.)
- Jésus-Christ Rastaquouère (Parigi: Au sans pareil, 1920.)
- La loi d'accommodation chez les borgnes (Editions Th. Briant, 15 maggio 1928.)
- Thalassa dans le désert (Parigi: Fontaine, collection l'âge d'or, 1945.)
- Exploration (Parigi: Vrille 1947.)
- Choix de poèmes de Francis Picabia (Parigi: G.L.M., 1947.)
- Caravansérail 1924 (Parigi: Pierre Belfond, 1974.)
- Dits (Parigi: Eric Losfeld, edition le Terrain Vague.)
- Vive Satie (Liegi: Edition Dynamo, novembre 1957.)
- 3 petits poèmes  (Alès: PAB, 1949.)
- Un Poème de Picabia  (Alès: PAB, 1949.)
- Poème sans titre (Alès: PAB, 1949.)
- La raison (Alès: PAB, 1949.)
- Médicalement (Alès: PAB, 1949.)
- Innocence (Alès: PAB, 1949.)
- Le lit (Alès: PAB, 1949.)
- Chi-Lo-Sa (Alès: PAB, 1949.)
- Je n'ai jamais cru (Alès: PAB, 1950.)
- Pour et contre (Alès: PAB, 1950.)
- Le Moindre effort (Alès: PAB, 1950.)
- Le Dimanche (Alès: PAB, 1951.)
- Ce que je désir m'est indifférent (Alès: PAB, 1951.)
- Le Saint Masqué (Alès : PAB, 1951.)
- 591 (Alès: PAB, 1952.)
- Réveil Matin (Alès: PAB.)
- Ne pensez pas plus mal de moi (Alès: PAB, 1952.)
- Fleur montée (Alès: PAB, 1952.)
- Oui Non (Alès: PAB, 1953.)
- Parlons d'autre chose (Alès: PAB, 1953.)
- Les heures (Alès: PAB, 1953.)
- Ne sommes-nous pas trahis par l'importance (Alès: PAB, 1953.)
- Demain Dimanche (Alès: PAB, 1954.)
- Poèmes de Dingalari (Alès: PAB, 1955.)
- Maintenant (Alès: PAB, 1955.)
- Mon crayon se voile (Alès: PAB, 1957.)
- L'équilibre 1917 (Alès: PAB, 1958.)
- 691 (Alès: PAB, estate 1959.)
- Ou bien on ne rêve pas (Alès: PAB, 1960.)
- Laissez déborder le hasard (Alès: PAB, 1962.)